# Hermann Müller-Karpe

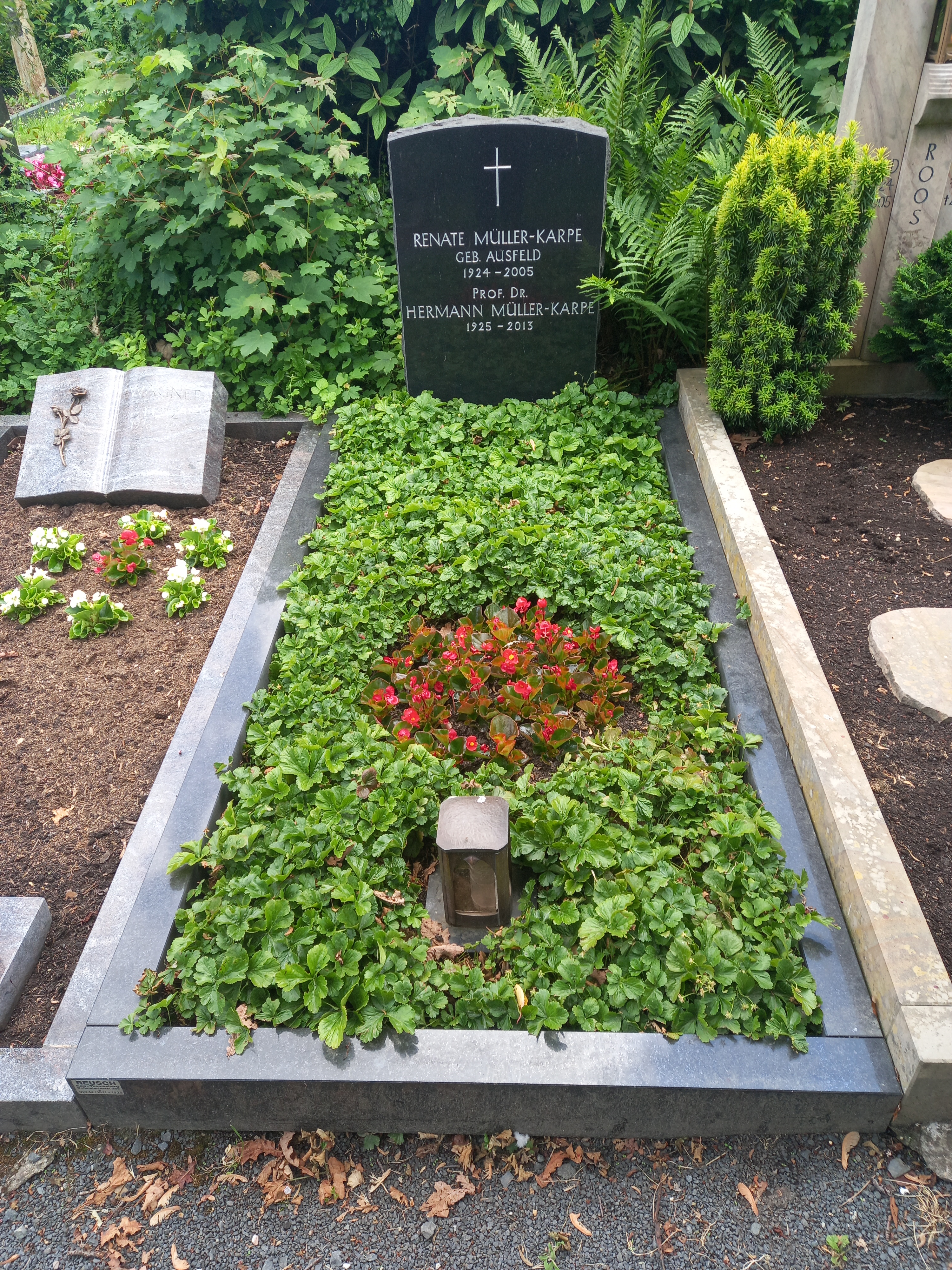
Das Grab von Hermann Müller-Karpe und seiner Ehefrau Renate geborene Ausfeld auf dem Friedhof Thomasberg in Königswinter

Hermann Müller-Karpe (* 1. Februar 1925 in Hanau; † 20. September 2013 in Marburg) war ein deutscher Prähistoriker.

## Leben
Hermann Müller-Karpe, Sohn eines Studienrates, war nach dem Abitur im Institut für Kärntner Landesforschung in Klagenfurt tätig. Aufgrund seiner Erkrankung an Kinderlähmung vom Militärdienst befreit, meldete er sich aber 1944 aus Gewissensgründen freiwillig und kam 1945 in Kriegsgefangenschaft.
Danach studierte er ab 1945 in Marburg Vor- und Frühgeschichte, Klassische Archäologie und Kunstgeschichte. Dort wurde er 1948 bei Gero von Merhart promoviert. Nach der Promotion war er 1948 bis 1949 wissenschaftlicher Mitarbeiter am Hessischen Landesmuseum Kassel, seit 1950 war er Konservator an der Prähistorischen Staatssammlung in München. Während dieser Zeit unternahm er Ausgrabungen in Hessen und Bayern sowie Museumsreisen nördlich und südlich der Alpen. Auf Empfehlung von Joachim Werner (Ordinarius in München) habilitierte er sich 1958 an der dortigen Universität für Vor- und Frühgeschichte und wurde Privatdozent. Seine Habilitation behandelt die Chronologie der Urnenfelderzeit nördlich und südlich der Alpen. Danach lehrte er ab 1959 in Würzburg und wurde 1963 ordentlicher Professor an der Universität Frankfurt. Von 1980 bis 1986 leitete er die neu gegründete Kommission für Allgemeine und Vergleichende Archäologie des Deutschen Archäologischen Instituts in Bonn. Als Direktor der Kommission hielt er Vorträge, veranstaltete Kolloquien, gründete eine neue Zeitschrift und zwei Monographien-Reihen, regte Expeditionen an und unternahm verantwortlich eine Ausgrabung in Peru sowie mehrere Forschungsreisen nach Mittel- und Südamerika, Russland, Sibirien und in afrikanische und asiatische Länder.
Er war unter anderem Mitglied des Deutschen Archäologischen Instituts, der British Academy, der Slowenischen Akademie der Wissenschaften und Künste, der Wissenschaftlichen Gesellschaft an der Johann Wolfgang Goethe-Universität zu Frankfurt am Main, der Römisch-Germanischen Kommission, des Conseil Permanent de l’Union Internationale des Sciences Préhistoriquies et Protohistoriques, des Istituto Italiano di Preistoria e Protostoria, des Istituto di Studi Etruschi de Holici, der Schweizerischen Gesellschaft für Vorgeschichte und der Paleological Association of Japan.
1996 erhielt Müller-Karpe die Ehrendoktorwürde der Comenius-Universität Bratislava.
Im Kontext der Habilitation entstanden wichtige Arbeiten zur späten Bronzezeit in Italien, unter anderem zur frühen Besiedlung im Stadtgebiet von Rom. Müller-Karpe initiierte 1965 das große Editions-Unternehmen der Prähistorischen Bronzefunde (PBF), das bis heute (unter der Leitung von Albrecht Jockenhövel und Ute Luise Dietz) an den Universitäten Frankfurt am Main und Münster fortgeführt wird.
Bekannt wurde Müller-Karpe insbesondere durch große Materialarbeiten wie das Handbuch der Vorgeschichte, wobei er stets auch eine kulturhistorische Sichtweise verbunden mit einem isochronologischen Ansatz (also Vergleich des absolut Gleichzeitigen) vertrat, allerdings unter Ablehnung der durch die Radiokarbonmethode gewonnenen Daten.
Von seinen fünf Kindern ist der älteste Sohn Michael Müller-Karpe ebenfalls Prähistoriker am Römisch-Germanischen Zentralmuseum in Mainz, der jüngste Sohn Andreas Müller-Karpe Professor für Vor- und Frühgeschichte an der Universität Marburg.

## Schriften (Auswahl)
- Die Urnenfelderkultur im Hanauer Land. Marburg 1948.
- Grünwalder Gräber. In: Prähistorische Zeitschrift. Band 34/35, 1949/1950, S. 313–325.
- Münchener Urnenfelder. Kallmünz/Opf. 1957.
- Beiträge zur Chronologie der Urnenfelderzeit nördlich und südlich der Alpen (= Römisch-Germanische Forschungen. Band 22). Berlin 1959.
- Die Vollgriffschwerter der Urnenfelderzeit aus Bayern (= Münchner Beiträge zur Vor- und Frühgeschichte. Band 6). München 1961.
- Zur Stadtwerdung Roms (= Mitteilungen des Deutschen Archäologischen Instituts, Römische Abteilung. Ergänzungs-Heft 8). Kerle, Heidelberg 1962 (Digitalisat).
- Einführung in die Vorgeschichte. München 1975.
- Das Urnenfeld von Kelheim. Kallmünz/Opf. 1952.
- Handbuch der Vorgeschichte. 4 Bände. C. H. Beck, München 1966–1980.
- Geschichte der Steinzeit. C. H. Beck, München 1974, ISBN 3-406-05356-4.
- Grundzüge früher Menschheitsgeschichte. 5 Bände. Theiss, Stuttgart und Wissenschaftliche Buchgesellschaft, Darmstadt 1998.
- Geschichte der Gottesverehrung von der Altsteinzeit bis zur Gegenwart. Frankfurt 2005.
- Archäologisch-christliche Reflexionen. Habelt, Bonn 2006, ISBN 978-3-7749-3446-7 (S. 72 ff. autobiographische Texte).
- Der Ölberg im Siebengebirge als christliches Symbol. Königswinter 2006.
- Zur Aktualität christlicher Weltanschauung. Aufgrund einer geistesgeschichtlichen Sicht des Urmenschen. Lembeck, Frankfurt 2008, ISBN 978-3-87476-558-9.
- Religionsarchäologie. Archäologische Beiträge zur Religionsgeschichte. Lembeck, Frankfurt 2009, ISBN 978-3-87476-578-7 k
- Erwachen in der Steinzeit. Wie wir Menschen wurden. Sankt-Ulrich-Verlag, Augsburg 2010, ISBN 978-3-86744-153-7.